# 철도 신호
철도 신호(鐵道 信號, 영어: Railway signalling)는 열차의 운행 조건을 기관사에게 지시하여 열차의 진행 가부 및 위험의 유무 등을 알려 주는 기능을 가지고 있으며, 열차 또는 차량 운행의 안전을 확보하고 정확성과 신속성으로 수송 능률의 향상을 도모하는데에 목적이 있다.

## 신호 장치

### 신호기
열차의 진행 가부 여부를 형태나 색깔로 표시하는 장치이다. 

### 분기기 및 선로전환기 장치
분기기는 선로가 두 방향으로 분리되거나 합쳐지는 부분을 말하며, 선로전환기는 그러한 분기기의 방향을 변환시키는 기기를 말한다.

### 궤도 회로
선로의 레일을 전기회로의 일부분으로 사용하여 선로 위를 달리는 열차를 검지하는 장치이다.

### 폐색 장치
열차는 충돌이나 추돌 사고가 없게 하는 것을 목적으로 항상 일정한 간격을 유지하면서 운행을 해야 하는데 이러한 열차 운행 제어를 위한 장치이다. 대체로 역과 역 사이에 설치되어 있다.

### 연동 장치
신호기, 선로전환기, 궤도 회로 등의 장치를 기계적, 혹은 전기적으로 동작을 하거나 소프트웨어에 의한 구현으로 상호 연쇄하여 동작을 하도록 하는 장치이다. 열차가 정거장 구내에서 안전하고 신속한 운행을 하거나 입환을 하는 것을 목적으로 한다. 

## 안전 설비

### 건널목 보안 장치
철도 건널목의 안전을 위해 필요한 장치들을 말한다.

### 열차 자동 정지 장치
열차가 지상에 설치된 신호기의 현시 속도를 무시하고 운행되는 경우 열차를 자동으로 정지시키는 장치이다.

## 열차 운행 관리 시스템
1개소의 사령실에서 수십 개 역을 직접 제어하며 열차의 운전 지시 및 감시를 수행하는 신호 보안설비이다.

## 열차 제어 시스템
열차가 현재 점유하고 있는 궤도 회로로부터 속도 정보를 수신 받아 그 시점에서 그 구간을 주행할 수 있는 최대 지정 속도를 알아내어 열차의 실제 속도가 지정 속도보다 빠르면 허용 속도까지 자동적으로 제동이 걸리게 하는 장치이다.

## 같이 보기
- 분기기
- 폐색
- 신호소

## 참고 문헌
- 대한민국 철도청. 2004. 철도신호용어편람. 철도청(37쪽, 74쪽)
- 박재영, 홍원식, 전병록. 2007. 철도신호공학. 서울:동일출판사(17쪽 ~ 23쪽) (ISBN 89-381-0510-5)
- 김영태. 2003. 신호제어시스템. 서울:테크미디어(86쪽, 124쪽) (ISBN 89-89911-27-3)
- 한국철도기술연구원. 2007. 과학기술로 달리는 철도. 서울:화남출판사(112쪽) (ISBN 978-89-88265-08-6)
- 한국철도공사 인재개발원. 2010. 철도시스템일반. 경기:한국철도공사 인재개발원(99쪽) (ISBN 978-89-93378-16-0)